# Tony Kanaan
Tony Kanaan (31. december 1974) , født Antoine Rizkallah Kanaan Filho i Salvador, er en 
brasiliansk racerkører. Han kører for øjeblikket (2009) i den amerikanske
IndyCar-serie.